# Neocallimastix
Neocallimastix är ett släkte av svampar. Neocallimastix ingår i familjen Neocallimastigaceae, ordningen Neocallimastigales, klassen Neocallimastigomycetes, divisionen Neocallimastigomycota och riket svampar.
|                | Orpinomyces |
|                | |
|                | Cyllamyces |
|                | |
|                | Piromyces |
|                | |
|                | Anaeromyces |
|                | |
| Neocallimastix | \| \| Neocallimastix patriciarum \| \| \| \| \| \| Neocallimastix frontalis \| \| \| \| \| \| Neocallimastix joyonii \| \| \| \| \| \| Neocallimastix hurleyensis \| \| \| \| \| \| Neocallimastix variabilis \| \| \| \| |
|                | \| \| Neocallimastix patriciarum \| \| \| \| \| \| Neocallimastix frontalis \| \| \| \| \| \| Neocallimastix joyonii \| \| \| \| \| \| Neocallimastix hurleyensis \| \| \| \| \| \| Neocallimastix variabilis \| \| \| \| |
|                | Caecomyces |
|                | |
|                | Neocallimastix patriciarum |
|                | |
|                | Neocallimastix frontalis |
|                | |
|                | Neocallimastix joyonii |
|                | |
|                | Neocallimastix hurleyensis |
|                | |
|                | Neocallimastix variabilis |
|                | |

|  | Neocallimastix patriciarum |
|  |                            |
|  | Neocallimastix frontalis   |
|  |                            |
|  | Neocallimastix joyonii     |
|  |                            |
|  | Neocallimastix hurleyensis |
|  |                            |
|  | Neocallimastix variabilis  |
|  |                            |